# Piqué (teixit)

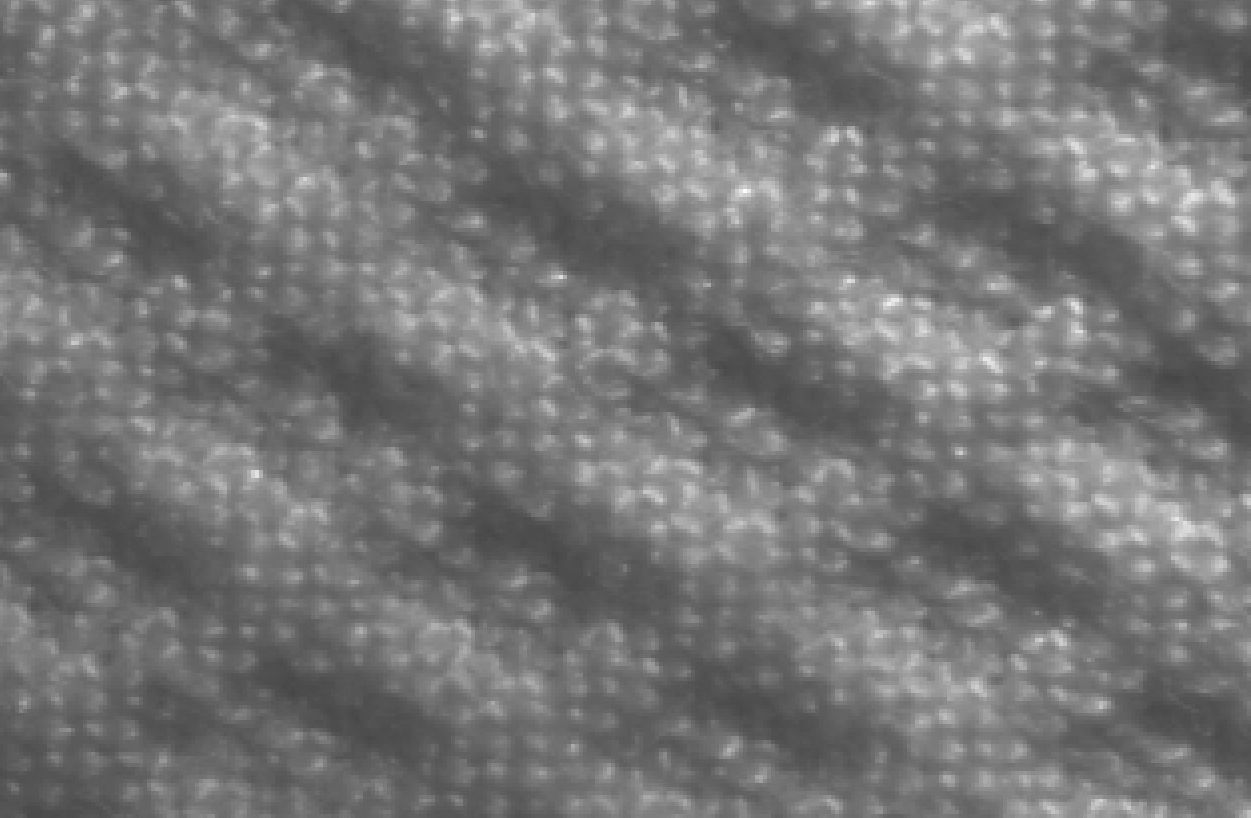
Vista microscòpica d'un teixit de piqué

El piqué, punt imperial o marsella és un teixit fraccionat de dotze en dotze fils, normalment usat amb fil de cotó, que es caracteritza pel fet que la meitat dels fils aixecats de cada secció canvia alternativament en cada passada. El cotó de twill i el cotó cordat en són familiars propers.
El teixit és part del frac, i algunes fonts fins i tot diuen que aquesta tela va ser inventada específicament per a aquest ús. Conté més midó que la tela plana, el que produeix un front de camisa més rígid. Les camises de piqué van substituir les anteriors de tela plana, que continuen sent una alternativa vàlida. L'ús del piqué es va estendre a altres parts del codi de vestimenta i és actualment l'única tela usada en la corbata i armilla del Frac.
El teixit de piqué va ser desenvolupat per la indústria del cotó de Lancashire a finals del segle xviii com una tècnica mecanitzada per teixir draps dobles amb una pesada trama de fils inclosa. Va ser utilitzat originalment per fer imitacions dels edredons filats de Provença fets a Marsella, la fabricació dels quals es va convertir en una important indústria per Lancashire de la darreria del segle xviii a principi de segle xx.
Actualment, el piqué s'empra sobretot per corbates, moltes de les quals porten una orla o sanefa combinada amb diverses llistes de diferent punt. Un altre ús per aquest teixit és en polos i vestits de dona, principalment.
El terme «Marcella» és una variant de la paraula "Marseilles" aplicada al teixit.